# Rudford
Rudford est un village du Gloucestershire, en Angleterre.